# Душкино (Приморский край)
Ду́шкино — село в Находкинском городском округе Приморского края.

## История
Поселение основано в 1890 году на территории Сучанской волости Южно-Уссурийской округи переселенцами, прибывшими из деревни Душкино Нижневской волости, Стародубского уезда, Черниговской губернии. Два месяца они добирались морем из Одессы во Владивосток на пароходе Доброфлота «Кострома». Свое поселение назвали Душкино в честь той деревни, из которой приехали. Место для поселения выбрано по указанию Южно-Уссурийского Переселенческого Управления. Само селение расположилось около почтового тракта Владивосток–Ольга в долине реки Сяудми (ныне р. Волчанка), окруженной горами с севера, востока и запада, неподалеку от речки, которую назвали Светланка. Ко времени появления черниговских переселенцев долина не была безлюдной, здесь уже жили инородцы (корейцы и китайцы). Еще на карте 1869 года, выполненной землемером фактории Находка Шишкиным, в этом месте указана манзовская фанза Сяудми. В первый год поселилось 6 семей переселенцев, во второй не было никого, в третий – 2 семьи. Остальные прибывали постепенно. На конец 1895 года в селе проживало 22 семьи.
В 1895 году поселение Душкино получило статус села. Переселенческое управление отвело ему надел единым участком на 35 номеров 60 (на 35 семей, имеющих право на 100 десятин земли каждая). Большая часть надела лежала за рекой, что составляло значительное неудобство для сельчан. Всего было отведено земли 3722 десятины, в т.ч. удобной 3512 и неудобной 210. В удобную землю входили: - земли, годные для разработки под пашни, для сенокосов, под усадьбы; - выгон в одном куске, приблизительно 600 десятин, частью песчаный, частью болотистый и лесной; расположен был возле самого селения и тянулся на 5 верст; - около 1500 десятин леса.
До 1895 года при строительстве своего дома переселенцы не придерживались плана. Каждый вновь прибывший выбирал для себя удобное место для постройки из выгонной земли, возле самого села, и указаний общества на это не требовалось. С 1895 года стали селиться по плану, составленному землемером. Средние размеры усадеб – 1 десятина. Переселенцы принялись за строительство жилых домов и нежилых построек (сараев для скота и амбаров). Лес на постройку брали в окрестностях за 2-4 версты от села.

## География
Село Душкино расположено на 126 километре автотрассы Угловое — Находка, вблизи перекрёстка на Ливадию и на село Анна.
Село Душкина стоит вблизи побережья бухты Восток одноимённого залива Японского моря, расстояние до берега около 2 км.
Расстояние от Душкино до Ливадии (на юг) около 8 км, до пос. Волчанец Партизанского района (на восток) около 9 км, до въезда в город Находка (на восток) около 23 км.

## Население
| 1890 | 1893 | 1894 | 1895 | 1898 | 1900 | 1902 |
| ---- | ---- | ---- | ---- | ---- | ---- | ---- |
| 56   | ↗72  | ↗153 | ↗185 | ↗221 | ↗227 | ↘191 |
| 1910 | 1912 | 1915 | 1917 | 1937 | 2002 | 2004 |
| ↘182 | →182 | ↗237 | ↗805 | ↘169 | ↗600 | ↗620 |
| 2010 |      |      |      |      |      |      |
| ↘563 |      |      |      |      |      |      |

## Экономика
- Жители занимаются сельским хозяйством.